# Mesapamea binota
Mesapamea binota là một loài bướm đêm trong họ Noctuidae.